# International Celestial Reference System
International Celestial Reference System ("Internationella celesta referenssystemet"), ICRS är sedan den 1 januari 1998 beteckningen på Internationella Astronomiska Unionens fundamentala referenssystem. Den fundamentala referensramen för ICRS är sedan 1988 International Celestial Reference Frame, ICRF, som grundar sig på extragalaktiska radiokällor vars lägen bestämts med långbasinterferometri. Den 1 januari 2022 infördes en fundamental referensram även för extragalaktiska optiska objekt, Gaia Celestial Reference Frame 3 (Gaia–CRF3), som parallell till ICRF.
Origo i systemet är solsystemets masscentrum och dess axlar har definierats så att de skall sammanfalla med himmelspolen och vårdagjämningspunkten i J2000.0 och FK5 innanför felmarginalen för den sistnämnda.
Radiokällorna i ICRF uppvisar dock oregelbundenheter och övervakas därför av International Earth Rotation and Reference Systems Service, IERS.

## Bakgrund
Fram till 1998 definierades referenssystemet utifrån solsystemet med dess två referensplan, himmelsekvatorn (som ju är detsamma som jordens ekvatorialplan) och ekliptikan (jordens medelbanplan kring solen) och skärningslinjen mellan dem (det vill säga linjen genom dagjämningspunkterna). Dessa båda plans lägen, såväl i förhållande till stjärnhimlen som i förhållande till varandra, förändras dock med tiden och därför även skärningslinjen mellan dem och ett sådant referenssystem är således "dynamiskt" och alla koordinater för observerade objekt måste ges i förhållande till en viss epok, det vill säga referensplanens lägen vid en viss tidpunkt.
Allteftersom åren gick fick jämförelser med nya epoker göras och allteftersom precisionen i observationerna förbättrades med tiden ökade dessutom hastigheten med vilken epokerna "föråldrades". Ett första steg från denna dynamiska definition var tillkomsten av fundamentalkatalogen i slutet av 1800-talet, vilken definierade en referernsram bestårende av optiska objekt i Vintergatan, men fortfarande i förhållande till en given epok. Men även Vintergatans objekt uppvisar egenrörelser, vilka dessutom varierar med tiden, och nya fundamentalkataloger gavs ut med mellanrum på ungefär 25-30 år.
Genom införandet av ICRS bröts denna "dynamiska tradition" genom att referensramen, vilken på grund av de extragalaktiska radiokällornas obetydliga inbördes vinkelrörelser på himlavalvet, skulle vara fixerad för "all framtid". ICRS definierar två axlar genom systemets origo, den ena parallell (innanför felmarginalen i FK5) med riktningen mot norra himmelspolen i J2000.0/FK5 och den andra parallell med riktningen mot vårdagjämningspunkten (norra halvklotets vårdagjämning) i J2000.0/FK5 - men dessa axlar är "inerta", det vill säga uppvisar ingen rotation som i det dynamiska systemet.
I och med att objekten i ICRF är så avlägsna uppvisar de ingen mätbar parallax om de betraktas från solsystemets masscentrum eller från jorden, och ICRF utgör därför en referensram inte bara för det barycentriska referenssystemet (med origo i solsystemets masscentrum) utan även för ett motsvarande geocentriskt referenssystem (med origo i jordens medelpunkt). Axlarna i systemen kan således betraktas som parallella.
Det har dock visats att solsystemet har en rörelse motsvarande 0,0058 millibågsekunder per år i förhållande till Vintergatans masscentrum och att detta måste kompensenseras för om noggrannheten skall bevaras. ICRF3 är därför angiven i epok 2015.0 (och anger således radiokällornas positioner i förhållande till referenssystemet klockan 12:00 TT den 1 januari 2015).

## International Celestial Reference Frame - versioner

### Referensramar inom radiovåglängder
- ICRF1 infördes 1998[1] och innehöll 608 objekt (varav 212 som definierade referensramen), den utökades till:
  - ICRF1 - extension 1 2002 med 667 objekt (det vill säga utökad med 59 nya objekt) och
  - ICRF1 - extension 2 2004 med 717 objekt (utökad med ytterligare 50 objekt)

Systemets axlar ansågs definierade inom 0,02 millibågsekunder (mas).
- ICRF2 infördes 2009 och innehöll 3 414 objekt (varav 295 definierande - endast 97 av dessa var definierande i ICRF1)

Systemets axlar ansågs definierade inom 0,010 mas
- ICRF3 infördes 2019 och innehöll 4 536 objekt (varav 303 definierande) i S/X-bandet (8,4 GHz) - därutöver gavs positioner för 824 objekt i K-bandet (24 GHz) och 678 i X/Ka-bandet (32 GHz) och 600 av objekten har positionsangivelser i alla tre banden. Positioner och egenrörelser är angivna i epok 2015.0.

### Optiska referensramar
Data från rymdteleskopen Hipparcos (1989–1993) och Gaia (2013–) har använts för att länka samman radiokällor i ICRF med optiska objekt, vilket använts för att åstadkomma optiska realiseringar av ICRS.
- Hipparcos Celestial Reference Frame, HCRF, antogs vid IAU:s generalförsamling i augusti 1997 som "den primära realiseringen av ICRS vid optiska våglängder".[1]
- Gaia Celestial Reference Frame 2, Gaia-CRF2 publicerades den 10 augusti 2018 och bygger på 556 869 objekt i den andra Gaia-katalogen (Gaia DR2) varav 2 820 jämförts med en förlaga till ICRF3.[5][6]
- Gaia Celestial Reference Frame 3, Gaia-CRF3, "ersatte" HCRF som "den fundamentala realiseringen av ICRS inom den optiska domänen" den 1 januari 2022.[7] Den innehåller cirka 1,6 miljoner kvasarlika objekt i Gaias tredje databas (Gaia DR3). Skillnaden i position mot de 3 142 motsvarigheterna i ICRF3 är i genomsnitt en halv millibågsekund. Positionerna, liksom objektens egenrörelser, i Gaia-CRF3 är angivna i epok 2016.0.[8]